# Ubemandet rummission
 Der er for få eller ingen kildehenvisninger i denne artikel, hvilket er et problem. Du kan hjælpe ved at angive troværdige kilder til de påstande, som fremføres i artiklen.

En ubemandet rummission er en mission i rummet, hvor der ingen mennesker er om bord. I modsætning til bemandede missioner kræver ubemandede missioner total fjernkontrol.
Til fjerne destinationer i rummet benyttes ubemandede rumfartøjer, da rejsetiden har så lang en varighed, at mennesker ikke kan holdes i live. Missioner, hvor det er for farligt at sætte mennesker om bord, fx tæt på solen eller testflyvning til månen eller andre planeter, hvor der endnu ikke har været mennesker. Ved testflyvninger har man i nogle tilfælde benyttet forsøgsdyr til at teste forholdene, inden der kom mennesker om bord. På andre missioner er der ikke behov for at menneskelig aktivitet, fx satellitter, der sættes i kredsløb. 
Forsyningsfartøjerne Progress og ATV sørger for forsyninger til bemandede missioner. Med rumfærge-programmets ophør i 2012 bliver afhængigheden større af disse fartøjer, som skal bringe forsyninger til Den Internationale Rumstation. 